# Vesna Goldsworthy
Vesna Goldsworthy (en serbe cyrillique: Весна Голдсвортхи; née Bjelogrlić en 1961 à Belgrade) est une poétesse et écrivaine serbe qui vit en Angleterre depuis 1986,,,,.

## Éducation
Goldsworthy a obtenu sa licence en littérature comparée et théorie littéraire de l'université de Belgrade en 1985. 

## Carrière académique
Académique de l'université d'Exeter, elle a précédemment travaillé à l'université Kingston où elle était directrice du Centre d'études suburbaines (en anglais: Centre for Suburban Studies) et à l'université d'East Anglia.